# Mont Baker (Uganda)
El mont Baker o Kiyanja és una gran muntanya de la serralada del Ruwenzori. Es troba al parc nacional de les muntanyes Ruwenzori, a Uganda, i amb 4.844 msnm és la tercera muntanya més alta de la serralada. Juntament amb el mont Stanley i el mont Speke, forma un triangle que tanca l'alta vall de Bujuku. Les muntanyes es troben en una zona anomenada «muntanyes de la Lluna».
Totes les muntanyes d'aquesta serralada consten de múltiples cims dentats. El més alt és l'Edward Peak. Els primers exploradors europeus van visitar la regió a la recerca de les fonts del Nil. Quan el duc dels Abruços va escalar aquest cim també, el 1906, també va escalar els altres cims principals de la serralada de Rwenzori.
El nom bakonjo de la muntanya és "Kiyanja". En l'expedició que Franz Stuhlmann va fer el juny de 1891 al Ruwenzori va observar el pic i el va anomenar "Semper" o "Ngemwimbi". Abruzzi va canviar el nom de la muntanya pel nom de Samuel Baker, un explorador britànic del segle xix que el 1864 va ser el primer europeu a veure i visitar el llac Albert, al nord-est de les muntanyes Ruwenzori.